# Kolbenova (métro de Prague)
Kolbenova est une station de métro à Prague, en Tchéquie. Située sur la ligne B du métro de Prague entre Vysočanská et Hloubětín, elle est ouverte depuis le 8 juin 2001.